# Serguéi Bernstéin
Serguéi Natánovich Bernstéin —en ruso: Сергей Натанович Бернштейн, ocasionalmente se transcribe al alfabeto latino con la ortografía Bernshtein— (Odesa, 22 de febrerojul./ 5 de marzo de 1880greg.-Moscú, 26 de octubre de 1968) fue un matemático ruso.

## Biografía
Estudió de 1899 a 1904 en la Sorbona de París y en la École Supérieure d'Électricité obteniendo el doctorado en 1904.
En Rusia realizó un cursus para revalidar los estudios en Francia y para obtener los diplomas que le daban derecho a enseñar. A partir de 1907, dio clases en la universidad de la ciudad de Járkov en Ucrania, allí doctoró en matemáticas en el año 1913. Seguidamente dio enseñanza en Leningrado y en Moscú.
Su tesis de doctorado presentada en la Sorbona en 1904 resolvía el 19.º problema de Hilbert.
Los trabajos de S. Bernstéin llevaron a la aproximación de las funciones y la teoría de la probabilidad.